# Gemeinnützige Donau-Ennstaler Siedlungs-Aktiengesellschaft
Die Gemeinnützige Donau-Ennstaler Siedlungs-Aktiengesellschaft (GEDESAG) ist ein gemeinnütziges Wohnbauunternehmen mit Sitz in Krems an der Donau in Niederösterreich. Sie wurde im Jahr 1939 mit dem Ziel der Errichtung, Verwaltung und Sanierung von Mietwohnungen, Eigentumswohnungen, Wohnhausanlagen und Reihenhäusern gegründet und betreut etwa 10.000 Wohneinheiten (Stand 2015) in 87 Gemeinden in Niederösterreich. 2023 erwirtschaftete sie einen Umsatz von 111,0 Millionen €.
Als Auszeichnung für gelungene und landschaftsgerechte Bautätigkeit wurden dem Unternehmen zwei Mal die „Goldene Kelle“, der Baupreis des Landes Niederösterreich und der „Bauherren-Preis 2004“ der Zentralvereinigung der Architekten Österreichs verliehen.
Aktionäre
- 99,00% Firma Stadt Krems an der Donau
- 1,00% Firma „Tullnbau“ Gemeinnützige Wohn- und Siedlungsgenossenschaft